# Culoptila azulae
Culoptila azulae är en nattsländeart som beskrevs av Bueno-soria och Santiago de Fragoso 1996. Culoptila azulae ingår i släktet Culoptila och familjen stenhusnattsländor. Inga underarter finns listade i Catalogue of Life.